# Tom Whitaker
Tom Whitaker es un surfista profesional nacido el 4 de octubre de 1979 en Sídney, Australia. Su apodo en el mundo del surf es Whits.

## Carrera profesional
Tom Whitaker comenzó en el surf con 13 años, en diversos campeonatos juveniles en Sídney, donde ganó algunos de ellos. En 1997 entró en las WQS, ascendiendo al ASP World Tour en 2003. En 2006 formó parte del equipo nacional australiano en el Campeonato del Mundo de surf de la ISA, donde ganó el oro con su equipo nacional.
Lleva acumulados 331 325 dólares en premios del ASP World Tour. Como curiosidad, su hermano es uno de los jugadores internacionales del equipo nacional australiano de rugby.